# Kazenski zakonik
Kazenski zakonik je dokument, ki vključuje vso kazensko pravo ali večji del kazenskega prava določenega pravosodnega sistema. Običajno kazenski zakonik vključuje kazniva dejanja, ki jih pravosodni sistem priznava, kazni, ki bi lahko bile naložene zaradi teh kaznivih dejanj ter nekaj splošnih določb (kot so definicije in prepovedi retroaktivnega pregona).
Kazenski zakoniki so dokaj pogosti v pravosodnih sistemih civilnega prava, ki svoj pravni sistem običajno sestavljajo z zakoniki in načeli, ki so razmeroma abstraktna, in jih uporabljajo od primera do primera. Kazenski zakoniki so redki v pravosodnih sistemih običajnega prava.
Predlagana uvedba kazenskega zakonika v Angliji in Walesu je bil pomemben projekt Komisije za pravo med leti 1968 in 2008. Zaradi močne tradicije precedensa v pravosodnem sistemu in posledično velikega števila zavezujočih odločb in nejasnih kaznivih dejanj običajnega prava in pogosto neskladne narave angleškega prava, je postala vzpostavitev zadovoljivega kazenskega zakonika zelo težavna. Projekt so uradno opustili leta 2008, leta 2009 pa je ponovno oživel.
V Združenih državah Amerike obstaja Vzorčni kazenski zakonik, ki sam po sebi ni zakon, temveč osnova za kazensko pravo številnih zveznih držav. Posamezne zvezne države pogosto uporabljajo kazenske zakonike, ki pogosto v različnem obsegu temeljijo na vzorčnem zakoniku. Naslov 18 Zakonika Združenih držav je kazenski zakonik za zvezna kazniva dejanja. Vendar naslov 18 ne vključuje številnih splošnih določb kazenskega prava, ki jih lahko najdemo v kazenskih zakonikih mnogih t.i. 'državah civilnega prava'.
Kazenski zakoniki so običajno podprti, ker so uvedli doslednost v pravne sisteme in ker so kazensko pravo naredili bolj dostopno laikom. Zaradi zakonika se pogosto lahko izognemo negativnemu učinku, pri katerem se ne-pravnikom zdita zakonodaja in sodna praksa nedostopni ali nerazumljivi. Po drugi strani pa so kritiki trdili, da so zakoniki preveč togi in da niso dovolj fleksibilni, da bi bil zakon učinkovit.
Izraz 'kazenski zakonik' (angl. penal ali criminal code; fran. code pénal) izhaja iz francoskega kazenskega zakonika iz leta 1791.
Kazenske zakonike nekaterih držav članic Organizacije ameriških držav (OAS) lahko najdemo na javno dostopnem delu spletne strani OAS, na povezavi: http://www.oas.org/juridico/MLA/en/index.html. Nejasno pa je, do katere mere so zakoniki posodobljeni, vsi nacionalni zakoniki tudi niso na voljo. Nekatere države članice vključujejo tudi posebne kazenske statute, ki niso v zakonikih, med drugim statute o terorizmu, trgovini z drogami in javni korupciji.

## Kazenski zakoniki po državah
- Australian criminal codes
- Criminal Code of Belarus
- Penal code of Brazil
- British Virgin Islands Criminal Code
- Criminal Code (Canada)
- Criminal Code of Chile
- Criminal Code of the Czech Republic (2009)
- Danish Penal Code
- English Criminal Code,
- Criminal Code of Finland
- French Penal Code
- German Criminal Code
- Hungarian Penal Code in English, ; Oerative Hungarian Penal Code Arhivirano 2011-12-21 na Wayback Machine.
- Icelandic Penal Code
- Indian Penal Code[6] in Code of Criminal Procedure[7]
- Iranian Criminal Code
- Iraqi Penal Code
- Italian Penal Code
- Penal Code of Japan
- Penal Code of Macau
- Criminal Code of Malta,
- Mexican Penal Code, .
- General Code of Nepal
- New Zealand Crimes Act 1961
- Pakistan Penal Code
- Revised Penal Code of the Philippines
- Polish Penal Code
- Penal Code of Portugal
- Penal Code of Romania
- Criminal Code of Russia
- Penal Code of Sri Lanka
- Penal Code (Singapore)
- Turkish Penal Code
- Criminal Code of Ukraine
- Title 18 of the United States Code
- Model Penal Code od American Law Institute